# Diaptomus castaneti
Diaptomus castaneti is een eenoogkreeftjessoort uit de familie van de Diaptomidae. De wetenschappelijke naam van de soort is voor het eerst geldig gepubliceerd in 1920 door Burckhardt.